# Nascita

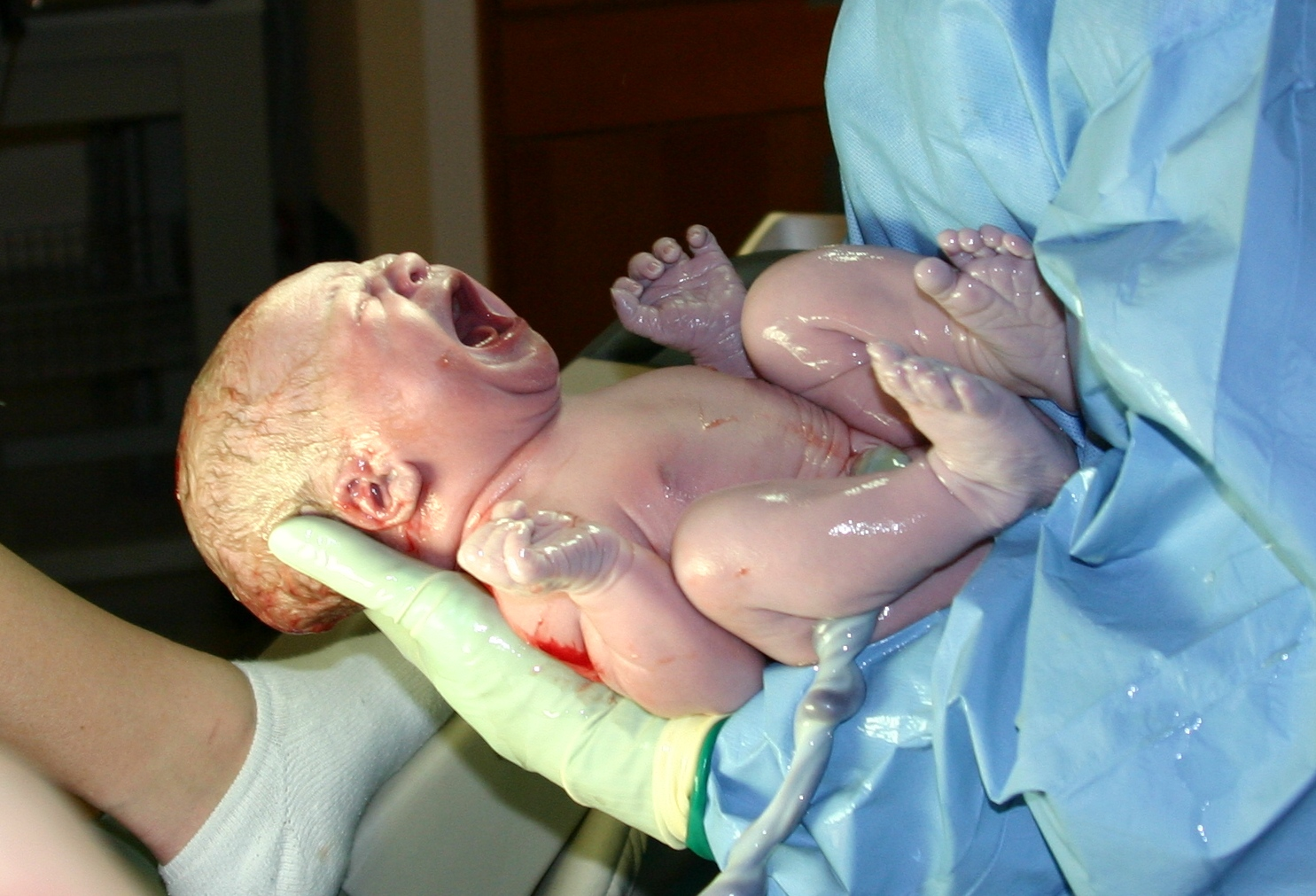
Un neonato

La nascita è il momento dell'entrata in vita di un essere. Generalmente è considerata nascita il momento in cui un essere vivente emerge dal corpo della madre; dal ventre nel caso dei mammiferi o dal guscio dell'uovo come nel caso degli ovipari e ovovivipari. Si intende anche nel caso in cui un seme si schiude facendo uscire la plantula.
Il termine è anche utilizzato per analogia per designare l'inizio di un periodo, di un fenomeno o ancora di una cosa inanimata.

## L'uomo
Negli esseri umani la fecondazione dell'ovocita femminile da parte di uno spermatozoo maschile genera l'embrione, che dall'ottava settimana viene chiamato comunemente feto; il periodo di gestazione dura circa nove mesi ed è chiamato gravidanza, al termine della quale avvengono il travaglio (fra la 38ª e la 42ª settimana) ed il parto, nel quale il bambino viene espulso o estratto dal ventre della madre, il cordone ombelicale viene tagliato e il nascituro diviene capace di respirare autonomamente.
A seconda della modalità del parto, possiamo distinguere:
1. Parto naturale, dove gli interventi medici sono ridotti al minimo
2. Parto prematuro, quando la nascita avviene (spontaneamente o indotta) prima del termine naturale della gravidanza. Se il bambino è fisicamente ancora molto piccolo, viene messo nell'incubatrice.
3. Parto gemellare, quando la gestante dà alla luce due o più bambini monozigoti o eterozigoti
4. Parto cesareo, quando il feto non viene espulso ma estratto sottoponendo la gestante al taglio cesareo (intervento chirurgico che prevede un taglio orizzontale dell'addome) per problemi vitali al bambino o a lei medesima.
5. Parto indotto, quando la gestante, seppur oltrepassato il termine della gravidanza, non ha le doglie e vengono effettuati interventi medici tramite flebo per indurla ad avere le contrazioni.

Secondo vari psicologi, i nascituri possono soffrire del trauma della nascita che può influenzare tutta la loro vita.

## In ambito giuridico
La nascita ha numerose conseguenze nella morale e nel diritto.
In diritto, la nascita indica il punto d'inizio dell'esistenza di una persona e quindi l'istante a partire dal quale gli spettano dei diritti, primo fra tutti il diritto alla vita. In effetti, una volta nati, tutti gli atti contro l'integrità della vita possono essere equiparati a un omicidio. Due comportamenti sono da segnalare, spesso fonti di dibattiti: l'aborto e la mancata assistenza medica nel caso in cui si preveda che il bambino non potrà sopravvivere.
Esiste anche il caso di morte del feto; a tale riguardo ci si interroga se una persona che causa accidentalmente la morte del feto nel ventre della madre (incidente stradale, maltrattamenti…) possa o meno essere ritenuta colpevole di omicidio. La questione è trattata in modo diverso dai diversi ordinamenti giuridici degli Stati. Nella morale e nella religione la questione delle nascite è da lungo tempo al centro di dibattiti che alimentano questioni giuridiche sul diritto del bambino che nascerà e su quello che non vivrà. Ancora oggi le associazioni per la vita che combattono l'aborto si basano sul riconoscimento del diritto del bambino al vivere. È noto che Sant’Agostino di Ippona, teologo e padre della Chiesa, rifletté molto sulla questione della vitalità, ossia il momento in cui il feto viene dotato di un'anima. Si può dire che egli situava differentemente questa data in base al sesso del nascituro, ritenendo che nei maschi l'anima nascesse più tardi.
Viste le rilevanti conseguenze del momento della nascita gli ordinamenti giuridici definiscono dei criteri per stabilire il momento esatto in cui si considera avvenuta. Ad esempio, secondo l'ordinamento italiano, la persona fisica si considera nata nel momento in cui fuoriesce integralmente dal corpo della madre; da quell'istante acquista la capacità giuridica e si considera nata viva nel momento in cui inizia la respirazione polmonare attraverso il primo atto respiratorio; se invece non emette alcun atto respiratorio, la persona si considera nata morta. La nascita deve essere dichiarata all'ufficiale dello stato civile; la dichiarazione deve essere fatta entro tre giorni dalla nascita se fatta presso un ospedale o casa di cura oppure entro dieci giorni se fatta presso un Comune. Insieme alla dichiarazione di nascita deve essere comunicato il nome che si intende dare al neonato. È vietato imporre al bambino lo stesso nome del padre, del fratello o della sorella viventi ed è vietato imporre nomi ridicoli, di cui potrebbe vergognarsi in futuro.
Il luogo di nascita è fonte di diritti e di doveri, oltre che ad attribuire la cittadinanza (negli stati in cui vige lo ius soli). La data di nascita è utilizzata con molteplici fini:
1. definisce l'età di una persona, con conseguenze giuridiche al raggiungimento della maggiore età
2. definisce il concetto di figlio legittimo o figlio naturale a seconda che sia all'interno o al di fuori di un matrimonio. Con la legge n. 219 del 2012 nel codice civile le parole "figli legittimi" e "figli naturali", ovunque ricorrano, sono sostituite dalla parola "figli" (art. 1, comma 11).

Legati al concetto di nascita si hanno:
- Il compleanno, ossia l'anniversario annuale della nascita;
- Il nucleo familiare, che comprende genitori, fratelli e sorelle, un'istituzione i cui membri sono in relazione dalla nascita;
- Certificato di nascita, un documento legale che descrive i dettagli personali dalla nascita.